# SAR-Klasse GF
Die Fahrzeuge der Klasse GF der South African Railways (SAR) waren Dampflokomotiven der Bauart Garratt. Die 65 in den Jahren 1927 und 1928 von Hanomag, Henschel und Maffei gebauten Maschinen bildeten für viele Jahre die stückzahlmäßig größte Klasse von Garratt-Lokomotiven weltweit. Nur die Klasse GMA/GMAM (120) und die Klasse 15/15A der Rhodesian Railways (74) erreichten später noch größere Stückzahlen. 
Die Lokomotiven erhielten als erste Garratts in Südafrika Barrenrahmen. Die Führerhäuser hatten die für deutsche Einheitslokomotiven charakteristische seitliche Abschrägung im oberen Bereich, die in Südafrika sonst nicht üblich war. Die 1371 mm messenden Treibräder und die Achsfolge (2'C1')(1'C2') („Doppel-Pacific“) erlaubte höhere Geschwindigkeiten als bei den früheren Garratts.
Obwohl die Maschinen bis zu 80 km/h erreichen konnten, wurden sie nicht nur für Personenzüge, sondern auch im Güterzugdienst eingesetzt, sowohl auf Haupt- als auch auf Nebenstrecken. Zwei Lokomotiven wurden nach Unfällen vorzeitig ausgemustert, vier wurden 1950 nach Mosambik verkauft und die anderen blieben bis in die 1970er-Jahre im Dienst, wonach noch einige von Industriebahnen übernommen wurden.   
Um einen Lokomotivmangel auszugleichen, kauften die Caminhos de Ferro de Moçambique (CFM) 1950 vier Lokomotiven der Klasse GF (Nr. 2370, 2419, 2420 und 2432) und gab ihnen die Bahnnummern 911 bis 914. Sie blieben mindestens bis in die 1980er-Jahre im Dienst.
Nr. 2380 und 2401 sind betriebsfähig erhalten; eine weitere Lokomotive, Nr. 2416, wird derzeit von der Patons County Railway restauriert.